# Kaneto Shindō
Kaneto Shindō (新藤 兼人 Shindō Kaneto?, n. 22 aprilie 1912, Hiroshima, Japonia – d. 29 mai 2012, Tokyo⁠(d), Tōkyō, Japonia) a fost un regizor de film, scenarist, producător de film și scriitor japonez. A regizat 48 de filme și a scris scenarii pentru 238 de filme. Cele mai cunoscute filme pe care le-a regizat sunt Copiii din Hiroshima, Insula, Onibaba, Kuroneko și A Last Note. Scenariile sale au stat la baza unor filme regizate, printre alții, de Kon Ichikawa, Keisuke Kinoshita, Fumio Kamei și Tadashi Imai.
El s-a născut în prefectura Hiroshima și a realizat mai multe filme despre Hiroshima și despre bombardamentul atomic efectuat asupra orașului. Multe dintre filmele sale conțin personaje feminine puternice, la fel ca și filmele primului său mentor Kenji Mizoguchi. El a fost un pionier al producției de film independente din Japonia, fondând o companie numită Kindai Eiga Kyokai. A continuat să lucreze ca scenarist, regizor și scriitor până la moartea sa, care a survenit atunci când el avea vârsta de 100 de ani.
Shindō a realizat o serie de filme autobiografice, începând cu primul film pe care l-a regizat, Povestea unei soții iubite (1951), despre încercările sale de a deveni scenarist, continuând cu Arborele fără frunze (1986), despre copilăria sa petrecută într-o familie înstărită, care a sărăcit ulterior, și cu By Player (2000), despre compania sa de producție de film, văzută prin ochii prietenului său, Taiji Tonoyama, și terminând cu ultimul său film, Postcard (2011), pe care l-a regizat la vârsta de 98 de ani, despre serviciul militar pe care l-a efectuat în Armata Imperială Japoneză.

## Tinerețea și începutul carierei
Kaneto Shindō s-a născut în 1912 în districtul Saeki din prefectura Hiroshima într-o familie de latifundiari bogați și a fost cel mai mic din cei patru copii ai părinților săi. În perioada copilăriei lui Kaneto, tatăl său a fost ruinat și și-a pierdut toate pământurile cu care garantase obținerea unor împrumuturi. Fratele său mai mare și cele două surori au plecat la oraș pentru a-și căuta de lucru, iar el și cu părinții săi au locuit într-un depozit. Mama lui a lucrat în agricultură și a murit devreme. Fratele lui mai mare era priceput la judo și a devenit polițist. Una dintre surorile sale a devenit asistentă medicală și a continuat să lucreze pentru îngrijirea victimelor bombardamentului atomic. Cealaltă soră s-a căsătorit cu un cetățean japonezo-american și s-a stabilit în SUA.
În 1933 Shindō, care locuia atunci cu fratele său la Onomichi, a fost inspirat de filmul Bangaku No Isshō pentru a începe o carieră în industruia cinematografică. El a economisit bani muncind într-un magazin de biciclete și în 1934, având o scrisoare de recomandare de la fratele său către un polițist din Kyoto, a mers în fosta capitală a Japoniei. După o lungă perioadă de așteptare a reușit să obțină un loc de muncă în departamentul de pregătire a filmului al companiei Shinkō Kinema, unde a fost angajat deoarece era prea mic de statură pentru a fi angajat în departamentul de lumini. El era unul dintre cei unsprezece angajați ai departamentul de pregătire a filmului, dintre care doar trei lucrau efectiv, deoarece ceilalți opt erau membri ai echipei de baseball a companiei. În acel moment a aflat că filmele se bazau pe scenarii, deoarece scenariile vechi erau folosite ca hârtie igienică. A luat acasă o parte din aceste scenarii pentru a le studia. Slujba lui presupunea uscarea peliculei de film pe o rolă de trei metri lungime și doi metri înălțime și a aflat astfel relația dintre bucățile de peliculă pe care le usca și scenariile pe care le citise.
Atunci când Shinkō Kinema și-a mutat sediul de la Kyoto la Tokyo în noiembrie 1935, mulți dintre angajați, care proveneau din Kyoto, nu au dorit să se mute. Fratele polițistului care îl ajutase pe Shindō să obțină slujba de la Shinkō Kinema a fost unul dintre ei. El a propus ca Shindō să-i ia locul, iar tânărul a primit un post în departamentul de scenografie al companiei Shinkō Kinema, condus de Hiroshi Mizutani. Shindō a aflat că un număr mare de persoane doreau să devină regizori de film, inclusiv Mizutani, așa că s-a gândit că ar putea avea șanse mai mari ca scenarist.
Shindō s-a pregătit cu un artist local pentru a-și putea desfășura eficient activitatea de scenograf. Avea talent artistic pentru realizarea schițelor și s-a ocupat cu căutarea celor mai potrivite locuri pentru filmare, într-o vreme în care aparatele foto erau mai puțin folosite. A scris, de asemenea, el a scris mai multe scenarii de film. Prietenii săi i-au criticat dur scenariile, dar el a continuat să scrie. A trimis unei reviste de cinematografie un scenariu intitulat Tsuchi o ushinatta hyakushō, despre un fermier care își pierde pământul din cauza construcției unui baraj, și a câștigat un premiu de 100 de yeni, care valora cât patru salarii lunare ale sale. Cu toate acestea, scenariul nu a fost niciodată ecranizat.
Pe la sfârșitul anilor 1930 lucra ca asistent al lui Kenji Mizoguchi la mai multe filme, fiind responsabil printre altele cu decorurile filmului The 47 Ronin. A scris câteva scenarii și i le-a trimis lui Mizoguchi, dar cunoscutul regizor i-a spus că „nu are talent” pentru scrierea scenariilor, evenimente pe care Shindō le-a dramatizat mai târziu în filmul Povestea unei soții iubite. Primul film la care a fost scenarist a fost filmul Nanshin josei, realizat în 1940. I s-a cerut apoi să scrie un scenariu pentru un film ce urma a fi regizat de Tomu Uchida, dar filmul nu a mai fost realizat niciodată din cauza faptului că Uchida a fost încorporat în armată.
În 1942 s-a alăturat unei subsidiare a companiei Shochiku, compania Koa Film, aflată sub autoritatea lui Kenji Mizoguchi. În 1943 s-a transferat la studioul Shochiku. Tot în același an soția sa, Takako Kuji, a murit de tuberculoză. În aprilie 1944, în ciuda faptului că fusese considerat inapt la examenul militar fizic, a fost încorporat în Marina Imperială Japoneză. Grupul de 100 de bărbați din care făcu care era slujitor au fost repartizați inițial în clădiri curate. Șaizeci dintre bărbați au fost selectați prin tragere la sorți pentru a servi pe o navă și apoi au murit într-un atac submarin. Alți treizeci de bărbați au fost selectați prin tragere la sorți pentru a servi pe un submarin și nu s-a mai auzit nimic de ei. Patru bărbați au fost selectați prin tragere la sorți pentru a fi mitraliori pe navele de marfă transformate în nave militare și au murit în atacuri submarine. Ceilalți șase bărbați au fost desemnați să se ocupe cu întreținerea curățeniei teatrului Takarazuka, care era folosit în scop militar, apoi au fost trimiși într-o tabără militară unde au fost insultați și bătuți.
În momentul proclamării capitulării Japoniei Shindō și-a schimbat uniforma militară pe țigări și a plecat către studioul de film Shochiku de la Ōfuna. Studioul era pustiu, iar Shindō și-a petrecut timpul în departamentul de scenaristică, citind scenariile care mai fuseseră păstrate.
În 1946, având acum un loc de muncă sigur ca scenarist la studiourile Shochiku, s-a căsătorit cu Miyo Shindō și a cumpărat o casă în orașul Zushi, unde a intenționat să-și întemeieze o familie. Pe platourile companiei Shochiku, Shindō l-a întâlnit pe regizorul Kōzaburō Yoshimura. Colaborarea lor a fost numită „unul dintre cele mai de succes parteneriate de film din industria postbelică, în care Shindō a fost pentru Yoshimura ceea ce a fost Dudley Nichols pentru John Ford”. Cei doi au obținut succes critic cu filmul A Ball at the Anjo House în 1947. Shindō a scris scenarii pentru aproape toți regizorii companiei Shochiku, cu excepția lui Yasujirō Ozu.
Shindō și Yoshimura erau amândoi nemulțumiți în cadrul companiei Shochiku, ai cărei conducători considerau că cei doi aveau o „perspectivă întunecată” asupra vieții. Ei au părăsit studiourile Shochiku în 1950 pentru a forma, împreună cu actorul Taiji Tonoyama, compania de producție independentă Kindai Eiga Kyokai, care a ajuns să producă majoritatea filmelor lui Shindō.

## Începutul carierei de regizor de film
În 1951 Kaneto Shindō și-a făcut debutul ca regizor cu filmul autobiografic Povestea unei soții iubite în care Nobuko Otowa a jucat rolul fostei sale soții, Takako Kuji. Otowa a renunțat la cariera de vedetă a unui studio de film pentru a apărea în filmul lui Shindō. Ea a devenit amanta lui Shindō și a continuat să primească roluri principale în aproape toate filmele pe care Shindō le-a regizat în cursul vieții sale. După ce a regizat Avalanșa în 1952, Shindō a fost solicitat de Sindicatul Profesorilor Japonezi să facă un film despre bombardamentul atomic asupra Hiroshimei. Nobuko Otowa interpretează în filmul Copiii din Hiroshima rolul unei tinere învățătoare care se întoarce la Hiroshima pentru prima dată de la bombardamentul atomic pentru a-și găsi foști elevi supraviețuitori. Filmul, care a fost atât lăudat de critici, cât și controversat, a avut premiera la Festivalul Internațional de Film de la Cannes din 1953. A fost primul film japonez care a tratat subiectul bombardamentului atomic, care fusese interzis de cenzura autorităților americane de ocupație.
După acest succes internațional, Kaneto Shindō a realizat filmul Shukuzu (1953). Nobuko Otowa interpretează rolul lui Ginko, o fată săracă care trebuie să devină gheișă pentru a-și întreține familia și nu se poate căsători cu clientul bogat de care se îndrăgostește pentru că ar păta onoarea familiei sale. Criticul de film Tadao Sato a afirmat că Shindō a „moștenit de la mentorul său Mizoguchi tema centrală a cultului femeii... Poate că ar fi mai potrivit să spunem că poziția artistică a lui Shindō cu privire la femei a înflorit sub încurajarea maestrului său, dar, odată înflorită, s-a dovedit a fi de o altă nuanță... Shindō se deosebește de Mizoguchi prin idealizarea capacității impresionante a femeilor japoneze de a desfășura o muncă neobosită și prin punerea loc în contrast cu bărbați rușinos de leneși.”
Între 1953 și 1959 Shindō a continuat să realizeze filme politice care sunt adevărate critici sociale ale sărăciei și ale suferințelor îndurate de femei în Japonia contemporană. Printre acestea se numără Onna no issho (1953), o adaptare a romanului Une Vie al lui Maupassant, și Dobu (1954), un film despre lupta de supraviețuire a muncitorilor necalificați și a hoților mărunți, în care Otowa a jucat rolul unei prostituate cu un destin tragic. În 1959 a realizat filmul Sub ploaia atomică, povestea adevărată a unui echipaj de pescari iradiat în urma unui test cu bomba atomică pe Atolul Bikini. Filmul a câștigat Premiul pentru pace la un festival de film din Cehoslovacia, dar nu a avut succes nici critic și nici comercial.
În această perioadă Kaneto Shindō a închegat un grup de actori și de personal tehnic cu care avea să lucreze pentru tot restul carierei sale. Printre aceștia s-au numărat actorii Nobuko Otowa, Taiji Tonoyama și Kei Satō, compozitorul Hikaru Hayashi și operatorul Kiyomi Kuroda, care fusese concediat de studioul Toei din cauza convingerilor sale politice în „epurarea roșie” de la începutul anilor 1950, și a pierdut procesul civil pentru reîncadrarea pe post.

## Succesul internațional
Cu Kindai Eiga Kyokai aproape de faliment, Kaneto Shindō a folosit puținele resurse financiare care i-au mai rămas pentru realizarea filmului Insula, un film fără dialog pe care l-a descris drept „un poem cinematografic care încearcă să surprindă viața ființelor umane care se luptă ca furnicile împotriva forțelor naturii”. Nobuko Otowa și Taiji Tonoyama sunt un cuplu care trăiește, împreună cu doi copii mici, pe o insuliță fără surse de apă potabilă. În fiecare zi ei merg cu barca pe o altă insulă pentru a transporta apă dulce pentru nevoile casnice și pentru irigarea culturilor. Compania lui Shindō a fost salvată de la faliment atunci când acest film a obținut Marele Premiu la ediția a II-a a Festivalului Internațional de Film de la Moscova din 1961. Shindō a efectuat prima sa călătorie în străinătate pentru a participa la festivalul de film de la Moscova și a reușit să vândă filmul în 61 de țări.
După ce a făcut alte două filme cu tematică socială (Ningen în 1962 și Mama în 1963), Shindō și-a mutat atenția de cineast către individualitatea unei persoane, în special către natura sexuală a unei persoane. Explicația sa a fost următoarea: „Aspectele politice, cum ar fi conștiința de clasă sau lupta de clasă sau alte aspecte ale existenței sociale pot fi reduse într-adevăr la problema omului singur [...]. Am descoperit forța fundamnetală, foarte puternică, a omului care-i susține supraviețuirea și care poate fi numită energie sexuală [...]. În opinia mea sexul nu este altceva decât expresia vitalității omului, a dorinței sale de supraviețuire.” Aceste idei noi stau la baza filmului Onibaba (1964).
Actrițele Nobuko Otowa și Jitsuko Yoshimura interpretează în filmul Onibaba două țărănci japoneze din secolul al XIV-lea, care trăiesc într-o zonă mlăștinoasă plină de stuf și supraviețuiesc ucigându-i și jefuindu-i pe samurai învinși. Filmul a câștigat numeroase premii, printre care Marele Premiu la Festivalul de Film de la Panama și premiile Panglica Albastră pentru cea mai bună actriță în rol secundar (Jitsuko Yoshimura) și cea mai bună imagine (Kiyomi Kuroda) în 1964.
Kaneto Shindō a continuat explorarea sexualității umane în filmele Akuto (1965) și Lost Sex (1966). În Lost Sex, un bărbat de vârstă medie care a devenit temporar impotent după bombardamentul de la Hiroshima din 1945, își pierde din nou virilitatea din cauza testelor nucleare din Atolul Bikini. În cele din urmă, este vindecat de menajera sa. Impotența a fost tema următorului film al lui Shindō, Libido, lansat în 1967. Politica de gen și personajele feminine puternice au jucat un rol puternic în ambele filme. Criticul japonez Tadao Sato a spus: „Prin contrastul între slăbiciunea comică a bărbatului și puterea nestăpânită a femeii, Shindō părea să spună în anii 1960 că femeile s-au răzbunat. Aceasta ar putea fi o reflectare a societății postbelice, din moment ce se spune că femeile din Japonia au devenit mai puternice, deoarece bărbații și-au pierdut toată încrederea în masculinitatea lor ca urmare a înfrângerii Japoniei.”
În 1968 Shindō a realizat Kuroneko, un film de groază asemănător cu Onibaba și Ugetsu Monogatari. Filmul urmărește o pereche răzbunătoare formată din mamă și fiică interpretate de Nobuko Otowa și Kiwako Taichi. După ce au fost violate și lăsate să moară în coliba lor incendiată de un grup de soldați, cele două femei se întorc pe Pământ ca demoni care-i atrag pe samurai într-un crâng de bambus, unde ei sunt uciși. Filmul a câștigat premiile Mainichi pentru cea mai bună actriță (Otowa) și pentru cea mai bună imagine (Kiyomi Kuroda) în 1968.
În același an cineastul a realizat comedia Femei puternice, bărbați slabi. O mamă și fiica sa adolescentă părăsesc orașul minier sărac în care trăiesc pentru a deveni angajate ale unui cabaret din Kyoto. Ele devin rapid suficient de inteligente și de cinice pentru a obține cât mai mulți bani de la clienții lor. Shindō a spus următoarele cu privire la acest film: „oamenii obișnuiți nu apar niciodată în paginile istoriei. Ei trăiesc, mănâncă și mor în tăcere [...]. Am vrut să descriu vitalitatea lor sănătoasă și strălucitoare, cu un strop de comedie”.
Următoarele două filme ale sale au avut tematică polițistă. În filmul Heat Wave Island, lansat în 1969, Otowa interpretează rolul unei țărănci de pe o insulă din Marea Interioară Seto, care s-a mutat la oraș pentru a găsi un loc de muncă, dar a sfârșit, în schimb, ucisă. Filmul începe cu descoperirea cadavrului ei, ceea ce determină demararea unei anchete care scoate la iveală viața promiscuă (droguri, prostituție și crime) dusă de mulți fermieri săraci după cel de-al Doilea Război Mondial. Filmul Live Today, Die Tomorrow! (1970) a fost inspirat din povestea reală a lui Norio Nagayama, fiind prezentate nu numai crimele sale, ci și sărăcia și cruzimea în care a trăit în copilărie. Filmul a câștigat Premiul de Aur la ediția a VII-a a Festivalului Internațional de Film de la Moscova din 1971.
În această perioadă, soția sa, Miyo, care avea vârsta de șaizeci de ani, a divorțat de el, ca urmare a faptului că regizorul a continuat relația adulteră cu Otowa.
Filmul My Way (1974), inspirat dintr-o poveste reală, a reprezentat o revenire la stilul filmelor de la începutul carierei sale și a dezvăluit maltratarea muncitorilor migratori de către guvernul japonez. În acest film o femeie în vârstă încearcă timp de nouă luni să recupereze trupul mort al soțului ei, luptând cu birocrația guvernamentală și cu indiferența întâlnită pe parcurs.

## Sfârșitul carierei și moartea
Din 1972 până în 1981 Shindō a îndeplinit funcția de președinte al Asociației Scriitorilor din Japonia.
În 1975 Shindō a realizat filmul Kenji Mizoguchi: Viața unui regizor de film, un documentar despre mentorul său care a murit în 1956. Filmul folosește clipuri din filme, secvențe filmate în spitalul în care regizorul și-a petrecut ultimele zile și interviuri cu actori, tehnicieni și prieteni pentru a crea un portret al regizorului. Shindō a scris și o carte despre Mizoguchi, care a fost publicată în 1976.
În 1977 a fost lansat filmul Viața lui Chikuzan despre viața cântărețului la shamisen orb Takahashi Chikuzan. Filmul a fost prezentat la ediția a X-a a Festivalului Internațional de Film de la Moscova din 1977.
În 1977 Shindō a călătorit în America pentru a filma un documentar de televiziune, intitulat „Document 8.6”, despre bombardamentul atomic de la Hiroshima. L-a cunoscut cu acest prilej pe Paul Tibbets, pilotul avionului care a aruncat bomba, dar nu a reușit să-i ia un interviu pentru film. Documentarul a fost difuzat în 1978.
În anul 1978, după moartea fostei sale soții, s-a căsătorit cu actrița Nobuko Otowa.
The Strangling a fost selectat în competiția de la Festivalul de Film de la Veneția din 1979, unde Nobuko Otowa a câștigat premiul pentru cea mai bună actriță.
Porno Edo (manga Hokusai), lansat în 1981, este un film despre viața artistului japonez din secolul al XVIII-lea, Katsushika Hokusai.
În 1984 Shindō a realizat The Horizon, inspirat din viața surorii sale. Filmul prezintă întâmplările prin care a trecut ea începând din perioada când era o fată săracă de la fermă, care a fost vândută ca mireasă prin corespondență unui cetățean japonez american și nu și-a mai văzut niciodată familia. A fost internată într-un lagăr pentru cetățenii japonezi în timpul celui de-al Doilea Război Mondial și a dus o viață grea și plină de dezamăgiri.
În timpul producției filmului A Last Note (1995), Nobuko Otowa a fost diagnosticată cu cancer la ficat. A murit în decembrie 1994. A Last Note a câștigat numeroase premii pentru cel mai bun film (Panglica Albastră, Hochi, Kinema Junpo, Mainichi și premiul Academiei Japoneze de Film), precum și premii pentru cel mai bun regizor (Nikkan Sports, Kinema Junpo, Mainichi și premiul Academiei Japoneze de Film).
După moartea lui Otowa, actrița principală în filmele lui Shindō a devenit Shinobu Otake. În filmul Will to Live, o comedie neagră despre problemele îmbătrânirii, Otake a interpretat rolul unei fiice cu tulburare bipolară a unui tată în vârstă, bolnav de incontinență fecală, interpretat de Rentarō Mikuni.
Potrivit fiului său, Jiro, Kaneto Shindō a renunțat la hobby-urile sale (Mahjong, Shogi și baseball) la vârsta de optzeci de ani pentru a se concentra exclusiv pe realizarea filmelor.
În 2000, la vârsta de 88 de ani, Shindō a filmat By Player, o biografie a actorului Taiji Tonoyama, care include aspecte din istoria companiei de film Kindai Eiga Kyokai și folosește cadre înregistrate cu Nobuko Otowa în 1994.
Filmul Owl (Fukurō), regizat de Shindō la vârsta de 91 de ani, este inspirat din povestea reală a fermierilor repatriați din coloniile japoneze din Manciuria, care au primit terenuri agricole greu de cultivat la sfârșitul celui de-al Doilea Război Mondial. Întregul film a fost filmat pe un singur platou, în principal din cauza problemelor de mobilitate ale lui Shindō. Filmul a fost prezentat la ediția a XXV-a a a Festivalului Internațional de Film de la Moscova, unde Shindō a câștigat un premiu special pentru contribuția sa la cinematografia mondială.
Fiul lui Shindō, Jiro, a fost producătorul filmelor sale ulterioare, iar Kaze Shindō, fiica lui Jiro și nepoata lui Kaneto, a călcat pe urmele bunicului ei, devenind scenaristă și regizoare. Ea a studiat la Academia Japoneză de Cinematografie și a debutat cu filmul Love/Juice în anul 2000.
În ultimii patruzeci de ani din viața sa, Kaneto Shindō a locuit într-un apartament mic din Akasaka. El a trăit singur după moartea lui Nobuko Otowa. La vârsta de 80 de ani era capabil să umble peste tot în Tokyo, dar la vârsta de 90 de ani picioarele sale și-au pierdut mobilitatea. Kaze Shindō s-a mutat în apartamentul lui pentru a-l îngriji și a locuit cu el în ultimii șase ani de viață ai bunicului ei, pe post de îngrijitoare. Ea este menționată în filmele ulterioare ale lui Shindō cu funcția de „Kantoku Kenkō Kanri”, „responsabilă cu îngrijirea sănătății regizorului”.
În 2010 Shindō a regizat filmul Postcard, care relatează povestea unor bărbați de vârstă medie încorporați pentru efectuarea serviciului militar pe la sfârșitul celui de-al Doilea Război Mondial și a fost inspirat din propriile experiențe ale cineastului. Postcard a fost selectat ca propunere japoneză la premiul Oscar pentru cel mai bun film străin, dar nu a fost inclus pe lista scurtă din ianuarie. Din cauza sănătății sale tot mai șubrede, Shindō a anunțat că acesta va fi ultimul său film.
Din aprilie până în mai 2012 Shindō a fost omagiat la Hiroshima cu ocazia aniversării vârstei de 100 de ani. Acest eveniment a inclus proiecții ale majorității filmelor sale, în prezența unor invitați speciali, precum Shindō și admiratorul său de multă vreme Benicio del Toro.
Shindō a murit din cauze naturale pe 29 mai 2012. Potrivit fiului său, Jiro, el vorbea în somn despre realizarea unor noi proiecte de filme chiar și la sfârșitul vieții. Cineastul a cerut ca cenușa lui să fie împrăștiată pe insula Sukune din largul orașului Mihara, unde avusese loc filmarea filmului Insula și unde fusese împrăștiată și jumătate din cenușa actriței Nobuko Otowa.

## Stil și teme
Shindō a afirmat că a considerat filmul „ca o artă a „montajului” care constă într-o dialectică sau interacțiune între mișcarea și nemișcarea imaginii”. Deși criticat pentru faptul că a arătat puțin stil vizual la începutul carierei sale, el a fost lăudat de criticul de film Joan Mellen, care a considerat că filmul Onibaba este „rafinat din punct de vedere vizual”. Atunci când a fost intervievat de Mellen după lansarea filmului Kuroneko, Shindō a afirmat că există „o influență freudiană puternică în întreaga sa creație”.
Cele mai solide teme din opera artistică a lui Shindō implică critica socială a sărăciei, femeile și sexualitatea umană. Regizorul s-a descris el însuși ca socialist. Tadao Sato a subliniat că filmele politice ale lui Shindō sunt atât o reflectare a copilăriei sale petrecute în sărăcie, cât și a situației grele a Japoniei după cel de-al Doilea Război Mondial, afirmând că „Japonia contemporană s-a dezvoltat dintr-o țară agricolă într-o țară industrială. Mulți agricultori s-au mutat în orașe și s-au trezit prinși în vieți instabile noi. Stilul de filmare al lui Kaneto Shindō are la bază intenția sa de a capta neliniștea prin reprezentarea tenacității fermierilor.”
Femeile și sexualitatea umană îndeplinesc, de asemenea, un rol major în filmele lui Shindō. Joan Mellen a scris că „în cel mai bun caz, filmele lui Shindō implică o fuziune a sexualului cu socialul. Percepția sa radicală izolează viața sexuală a omului în contextul rolului său de membru al unei clase sociale specifice... Pentru Shindō pasiunile noastre ca ființe biologice și ambițiile noastre ca membri ai claselor sociale, care dau o formă specifică și distorsionată acestor impulsuri, induc o luptă nesfârșită la nivel inconștient. Acele momente din filmele sale în care acest conflict devine vizibil și este adus la nivel conștient ridică opera sa la nivelul celei mai înalte arte.”

## Influențe
Când a fost întrebat de Benicio del Toro care este cel mai important lucru pe care l-a învățat de la Kenji Mizoguchi, Shindō a răspuns că cel mai important lucru pe care l-a învățat a fost să nu renunțe niciodată. Potrivit lui Shindō, Mizoguchi a făcut mai mult de optzeci de filme, multe dintre ele fiind plictisitoare, dar fără aceste eșecuri nu ar fi reușit să facă cele cinci sau șase filme bune, precum Ugetsu Monogatari.

## Premii
- 1955 Premiul Națiunilor Unite pentru Copiii din Hiroshima la festivitatea decernării premiilor BAFTA[37]
- 1961 Marele Premiu la ediția a II-a a Festivalului Internațional de Film de la Moscova pentru Insula.[38]
- 1962 Premiul Kinema Jumpo pentru cel mai bun scenarist pentru Aobe ga Monogatari și Shitoyakana[39]
- 1964 Marele Premiu la Festivalul de Film de la Panama pentru Onibaba
- 1971 Premiul de Aur la ediția a VII-a a Festivalului Internațional de Film de la Moscova pentru Live Today, Die Tomorrow![23]
- 1975 Premiul Kinema Jumpo pentru cel mai bun regizor pentru A Life of the Film Director[40]
- 1975 Premiul Kinema Jumpo pentru cel mai bun scenarist pentru The Accident[41]
- 1996 Premiul Academiei Japoneze de Film pentru regizorul anului pentru A Last Note[42]
- 1998 Persoană cu merite culturale
- 1999 Premiul Sfântul Gheorghe de Aur la ediția a XXI-a a Festivalului Internațional de Film de la Moscova pentru Will to Live[43]
- 2002 Ordinul Culturii[19]
- 2003 Premiul Academiei Japoneze de Film pentru întreaga carieră

## Filmografie

### Regizor
(Shindō a scris scenariile tuturor filmelor pe care le-a regizat. Este creditat ca scenograf la trei dintre filmele pe care le-a regizat: Ningen, Onibaba și Owl.) 
- 1951 - Story of a Beloved Wife (愛妻物語)
- 1952 - Avalanche 雪崩
- 1952 - Copiii din Hiroshima (原爆の子?)[20]
- 1953 - Epitome (縮図)
- 1953 - Life of a Woman (女の一生)
- 1954 - Dobu (どぶ)
- 1955 - Wolf (狼?)
- 1956 - Shirogane Shinjū (銀心中)
- 1956 - Ruri no kishi (流離の岸)
- 1956 - An Actress (女優?)
- 1957 - Umi no yarodomo (海の野郎ども)
- 1958 - Sorrow is Only for Women (悲しみは女だけに)
- 1959 - Sub ploaia atomică (第五福竜丸?)
- 1959 - Hanayome-san wa sekai-ichi (花嫁さんは世界一)
- 1960 - Insula (裸の島?)
- 1962 - Ningen  (人間?)
- 1963 - Mother (母?)[44]
- 1964 - Onibaba (鬼婆?)[15]
- 1965 - Akutŏ (悪党?)
- 1966 - Lost Sex (本能?)
- 1967 - Libido (性の起原?)
- 1968 - Kuroneko (藪の中の黒猫?)
- 1968 - Strong Women, Weak Men (強虫女と弱虫男?)
- 1969 - Heat Wave Island (かげろう?)
- 1970 - Strange Affinity (触角, Shokkaku)
- 1970 - Live Today, Die Tomorrow! (裸の十九才?)
- 1972 - Kanawa (鉄輪（かなわ）)
- 1972 - Sanka 讃歌
- 1973 - Kokoro (心?) (inspirat din romanul omonim al lui Natsume Sōseki)
- 1974 - My Way (わが道?)
- 1975 - Kenji Mizoguchi: The Life of a Film Director (ある映画監督の生涯　溝口健二の記録?)
- 1977 - The Life of Chikuzan (竹山ひとり旅?)
- 1978 - Document 8 6 (ドキュメント8.6) (documentar)
- 1979 - The Strangling (絞殺)
- 1981 - Edo Porn (Hokusai manga (北斎漫画?))
- 1984 - The Horizon (地平線?)
- 1986 - Burakkubōdo ブラックボード
- 1986 - Tree Without Leaves 落葉樹
- 1988 - Sakura-tai Chiru (さくら隊散る)
- 1992 - The Strange Story of Oyuki (濹東綺譚?)
- 1995 - A Last Note (午後の遺言状?)
- 1999 - Will to Live (生きたい?)
- 2000 - By Player (三文役者?)
- 2003 - Owl (ふくろう?)
- 2008 - Teacher and Three Children 石内尋常高等小学校　花は散れども
- 2011 - Postcard (一枚のハガキ?)

### Scenarist
(Nu sunt incluse filmele pe care le-a regizat)
- 1947 - A Ball at the Anjo House
- 1949 - Waga koi wa moenu
- 1951 - The Tale of Genji
- 1956 - Akō Rōshi: Ten no Maki, Chi no Maki
- 1960 - Kunisada Chuji[45]
- 1961 - Akō Rōshi
- 1962 - Kurotokage
- 1964 - Manji
- 1966 - Zatoichi's Pilgrimage
- 1966 - Fighting Elegy
- 1971 - Battle of Okinawa
- 1971 - Yami no naka no chimimoryo
- 1972 - Under the Flag of the Rising Sun
- 1972 - Rica (混血児リカ)
- 1973 - Rica 2: Lonely Wanderer (混血児リカ ひとりゆくさすらい旅)
- 1973 - Rica 3: Juvenile's Lullaby (混血児リカ ハマぐれ子守唄)
- 1978 - The Incident
- 1979 - Akō Rōshi  (serial TV)
- 1987 - Hachikō Monogatari
- 1999 - The Geisha House

## Scrieri
(În japoneză, cu excepția cazului în care se menționează altfel)
- ja Shindo, Kaneto (27 aprilie 1976). Aru Eiga Kantoku - Mizoguchi Kenji to Nihon Eiga [Un regizor de film - Kenji Mizoguchi și cinematografia japoneză]. Iwanami Shinsho. 962. Iwanami. ISBN 4-00-414080-3. - o biografie și amintiri despre Kenji Mizoguchi
- ja Shindo, Kaneto (ianuarie 1978). Eizō Hitori Tabi - eiga "Chikuzan hitori tabi" sōzō no kiroku [O călătorie în lumea filmului - o însemnare cu privire la realizarea filmului „Viața lui Chikuzan”]. Miraisha.
- ja Shindo, Kaneto (2000). Sanmon yakusha no shi: Seiden Tonoyama Taiji [Moartea unui actor de categoria a III-a: o biografie adevărată a lui Taiji Tonoyama]. ISBN 978-4-00-602017-0.
- ja Shindo, Kaneto (21 iulie 2004). Shinario Jinsei [O viață dedicată scenaristicii]. Iwanami Shinsho. 902. Iwanami. ISBN 4-00-430902-6. - o colecție de eseuri despre scrierea scenariilor
- ja Shindo, Kaneto (2006). Sakugekijutsu [Dramaturgy].
- ja Shindo, Kaneto (2007). Shinario No Kōsei [The structure of a film script].
- ja Shindō, Kaneto (2008). Ikite iru kagiri Watashi no Rirekisho [While I live: my resume]. Nihon Keizai Shimbunsha. ISBN 978-4-532-16661-8. - o colecție de articole din ziare reimprimate într-un volum
- ja Shindo, Kaneto (2012).  Nagase, Hiroko, ed. 100 sai no ryugi [Calea centenarului]. PHP. ISBN 978-4-569-80434-7. - o colecție de eseuri.

## Legături externe
- Kaneto Shindo la Internet Movie Database
- Kaneto Shindo pe Japanese Movie Database
- Biografie pe Filmreference.com
- 100 Years of Kaneto Shindo website
- Jacoby, Alexander (31 mai 2012). „Classical virtues: Shindo Kaneto and Yoshimura Kozaburo”. Sight & Sound. British Film Institute.